# Iglesia de Santa María Magdalena (Jerusalén)
La iglesia de Santa María Magdalena (en ruso: Храм Марии Магдалины, Jram Maríi Magdaliny) es un templo de la iglesia ortodoxa rusa situado en el Monte de los Olivos, cerca del Jardín de Getsemaní, en Jerusalén. Está dedicada a María Magdalena y en sus instalaciones se encuentran las reliquias de dos santos mártires ortodoxos.

## Historia

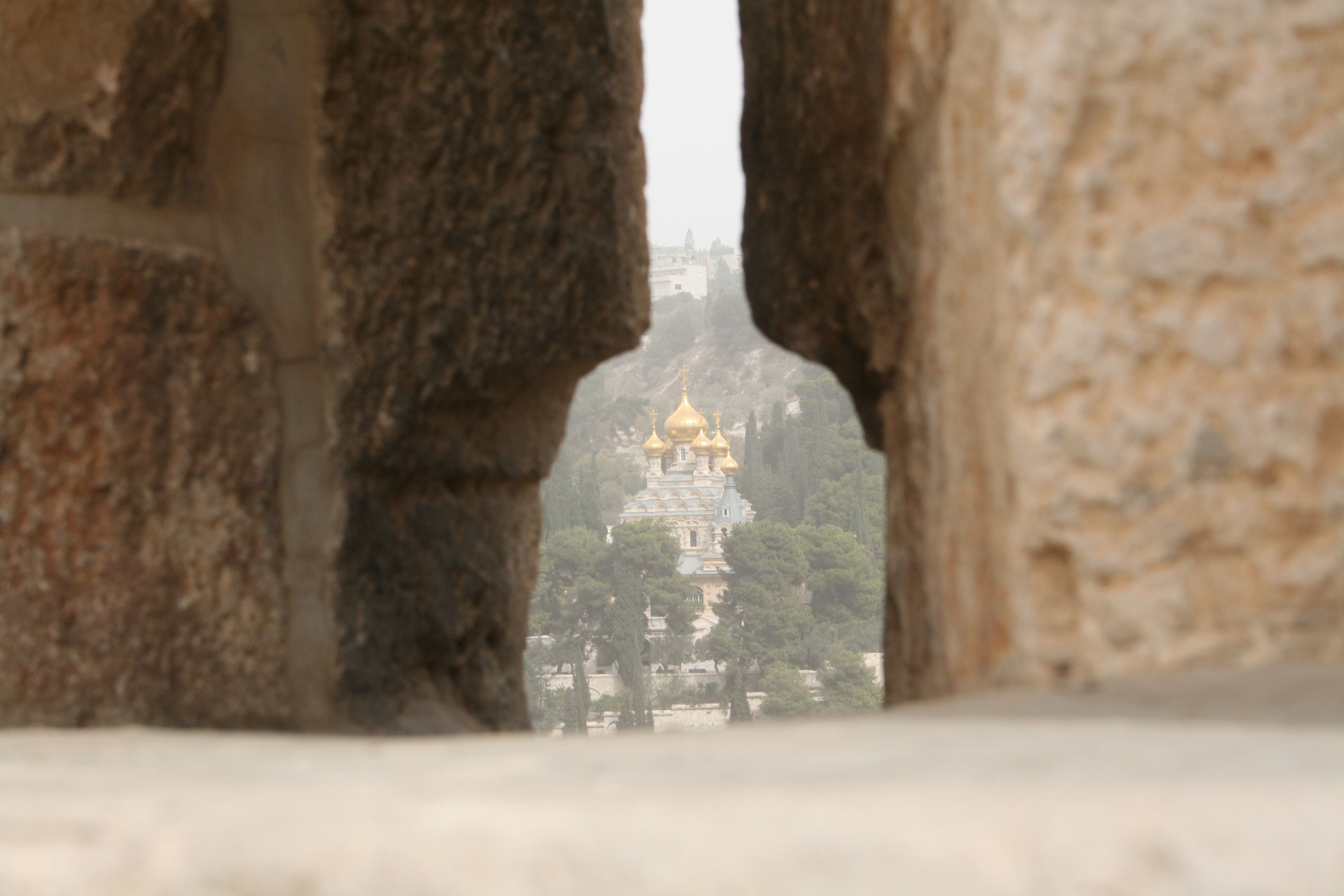
Vista desde el Monte de los Olivos.

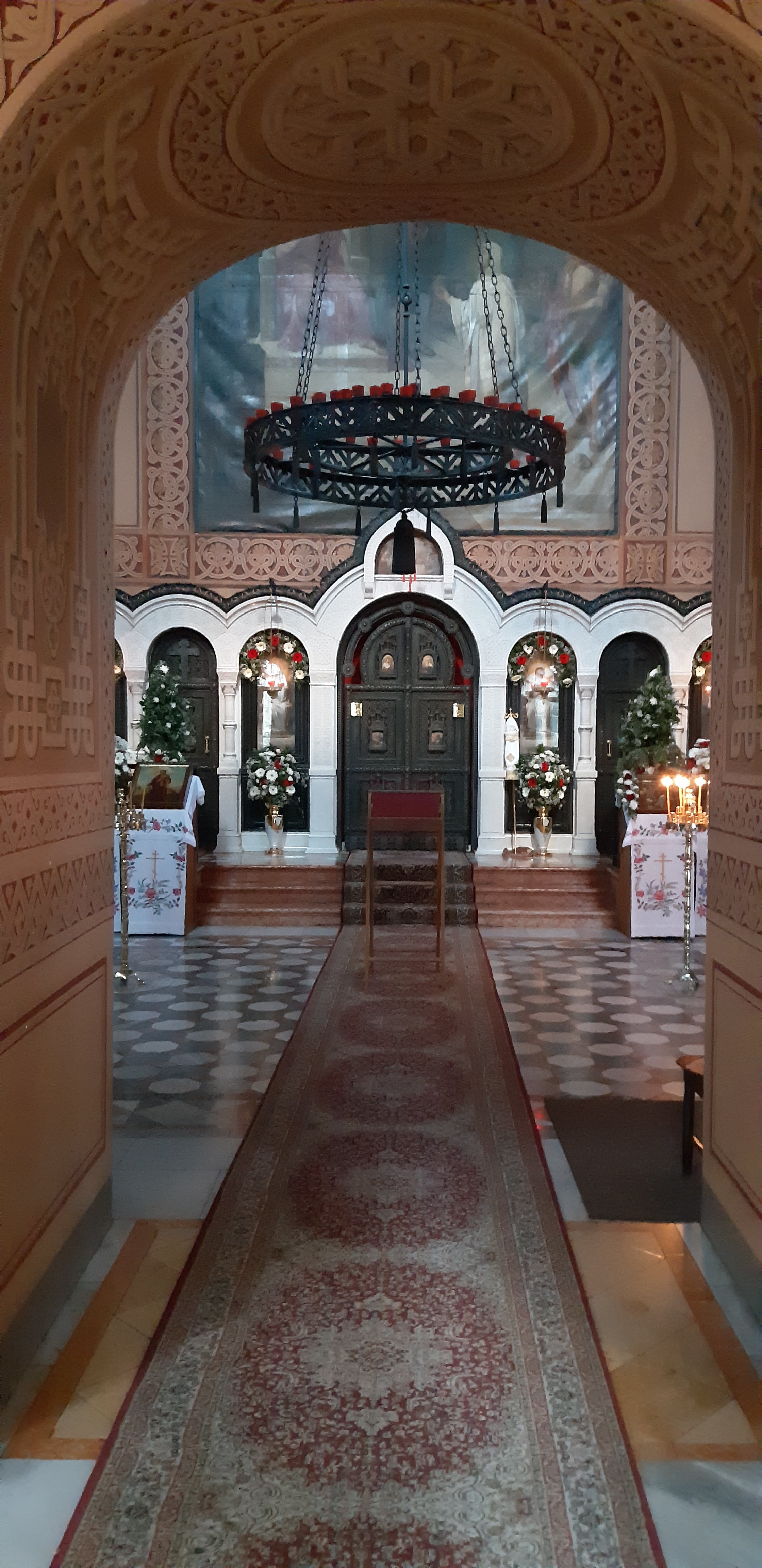
El Altar de la iglesia de María Magdalena en Jerusalén

Está dedicada a María Magdalena (María de Magdala) una seguidora de Jesús. De acuerdo con el versículo XVI del evangelio de Marcos, María Magdalena fue la primera en ver a Cristo después de su resurrección. Es considerada una de las discípulas importantes y cruciales de Jesús, y al parecer la mujer más allegada, junto con María de Betania, la algunos creen que se trata de la misma mujer. La iglesia fue construida en 1886 por el zar Alejandro III de Rusia, en honor a su madre, la emperatriz María Aleksándrovna de Rusia. Fue construida por David Grimm con el tradicional techo estilo tienda de campaña, popular en los siglos XVI y XVII en Rusia, e incluye siete distintivas cúpulas doradas tipo «cebolla». El convento está situado directamente enfrente del Monte del Templo cruzando el valle de Cedrón.

## Reliquias
En la iglesia están enterrados los restos de dos santos mártires ortodoxos, la Gran Duquesa Isabel Fiódorovna Románova de Rusia y su compañera la monja Varvara Yákovleva. También está enterrada allí la princesa Alicia de Grecia —sobrina de la Gran Duquesa y suegra de la reina Isabel II del Reino Unido—, que prestó ayuda a miembros de la comunidad judía, durante la ocupación NS de Grecia.